# Impatiens sigmoidea
Impatiens sigmoidea är en balsaminväxtart som beskrevs av Joseph Dalton Hooker. Impatiens sigmoidea ingår i släktet balsaminer, och familjen balsaminväxter. Inga underarter finns listade i Catalogue of Life.